# ویبلیتس-فرسدورف
ویبلیتس-فرسدورف (به آلمانی: Wieblitz-Eversdorf) یک منطقهٔ مسکونی در آلمان است که در زالتسودل واقع شده‌است.
 ویبلیتس-فرسدورف  ۲۹۰ نفر جمعیت دارد.